# Munții Mesquite
Pentru alte sensuri ale cuvântului Mesquite, a se vedea Mesquite (dezambiguizare). 

Munții Mesquite (în original, [The] Mesquite Mountains) sunt un grup montan din estul comitatului San Bernardino, statul California, Statele Unite ale Americii, foarte aproape de granița dintre statele California și Nevada. Munții se găsesc la nord de Interstate 15 (din California) și la sud de Death Valley.

## North Mesquite Mountains Wilderness Area
The North Mesquite Mountains Wilderness Area consists of the broad western end of Sandy Valley and the northern portion of Mesquite Mountains.  Rolling brown foothills, a few steeper mountains, and medium sized buttes comprise the reddish-brown geologic features in the wilderness.  It is managed by the Bureau of Land Management.

## Flora și fauna
Vegetation of this area is characteristic of the mid-elevations of the eastern Mojave Desert.  Dominant vegetation includes creosote brush scrub, blackbush scrub, Joshua tree woodland, yucca, cacti, and some grasses.
Wildlife is also typical for the Mojave Desert; including coyote, black-tailed jackrabbits, ground squirrels, kangaroo rats, quail, roadrunners, rattlesnakes and several species of lizards. The southern tip of the wilderness provides critical habitat for the desert tortoise.

## A se vedea și
- Lanțurile montane ale Deșertului Mojave;
- Zonele protejate ale Deșertului Mojave și
- Flora deșertică din statul California